# Placówka Straży Celnej „Lubliniec Południe”

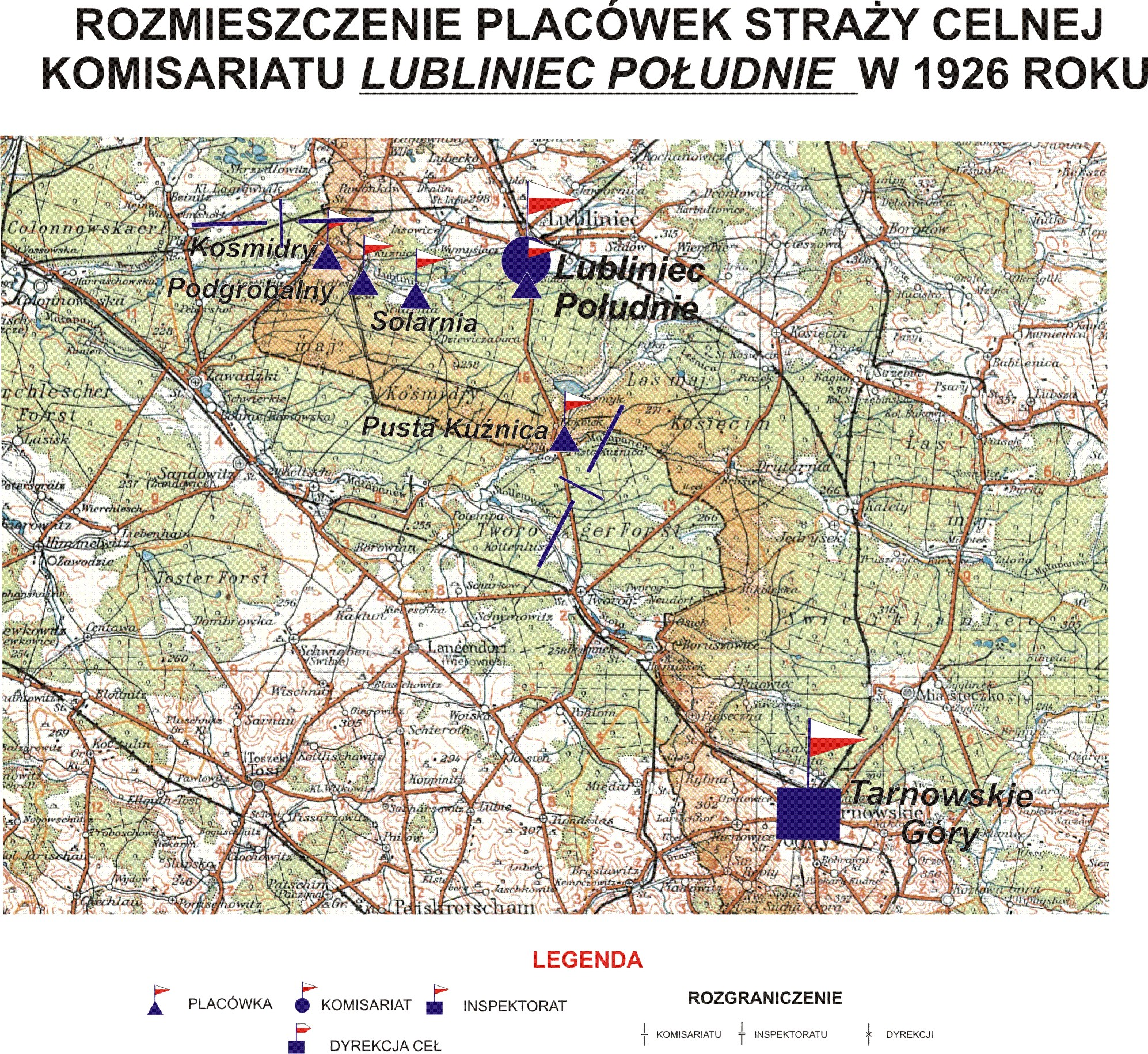
Rozmieszczenie placówek SC Komisariatu Lubliniec Południe

Placówka Straży Celnej „Lublinice” – jednostka organizacyjna Straży Celnej pełniąca w okresie międzywojennym służbę ochronną na granicy polsko-niemieckiej.

## Formowanie i zmiany organizacyjne
Na wniosek Ministerstwa Skarbu, uchwałą z 10 marca 1920 roku, powołano do życia Straż Celną. Od połowy 1921 roku jednostki Straży Celnej rozpoczęły przejmowanie odcinków granicy od pododdziałów Batalionów Celnych. Proces tworzenia Straży Celnej trwał do końca 1922 roku. Placówka Straży Celnej „Lublinice” weszła w podporządkowanie komisariatu Straży Celnej „Lubliniec Południe” z Inspektoratu SC „Tarnowskie Góry”.
W drugiej połowie 1927 roku przystąpiono do gruntownej reorganizacji Straży Celnej. W praktyce skutkowało to rozwiązaniem tej formacji granicznej. Ochronę północnej, zachodniej i południowej granicy państwa przejęła powołana z dniem 2 kwietnia 1928 roku Straż Graniczna. W strukturach nowo powstałej formacji placówki „Lubliniec Południe” nie odtworzono.

## Funkcjonariusze placówki
Kierownicy placówki
| stopień          | imię i nazwisko, numer     | okres pełnienia służby | kolejne stanowisko |
| ---------------- | -------------------------- | ---------------------- | ------------------ |
| starszy strażnik | Stanisław Glinkowski (237) | był w 1926             |                    |

Obsada personalna placówki w 1926:
- starszy strażnik Stanisław Glinkowski (237)
- starszy strażnik Tomasz Wieczorek (1054)
- strażnik Jan Plewnia (773)
- strażnik Stefan Bastgen (68)
- strażnik Antoni Maciejowski (671)
- strażnik Józef Szczepaniak (998)